# Dyrøya
Dyrøya is een  eiland in de provincie Troms in Noorwegen. Het eiland maakt deel uit van de gemeente Dyrøy, die naast het eiland een deel van het vasteland van Troms omvat. Dyrøya is met de Dyrøybrug verbonden met het vasteland. Het hoogste punt van het eiland is de Bergsheia van 563 meter.

## Kerk

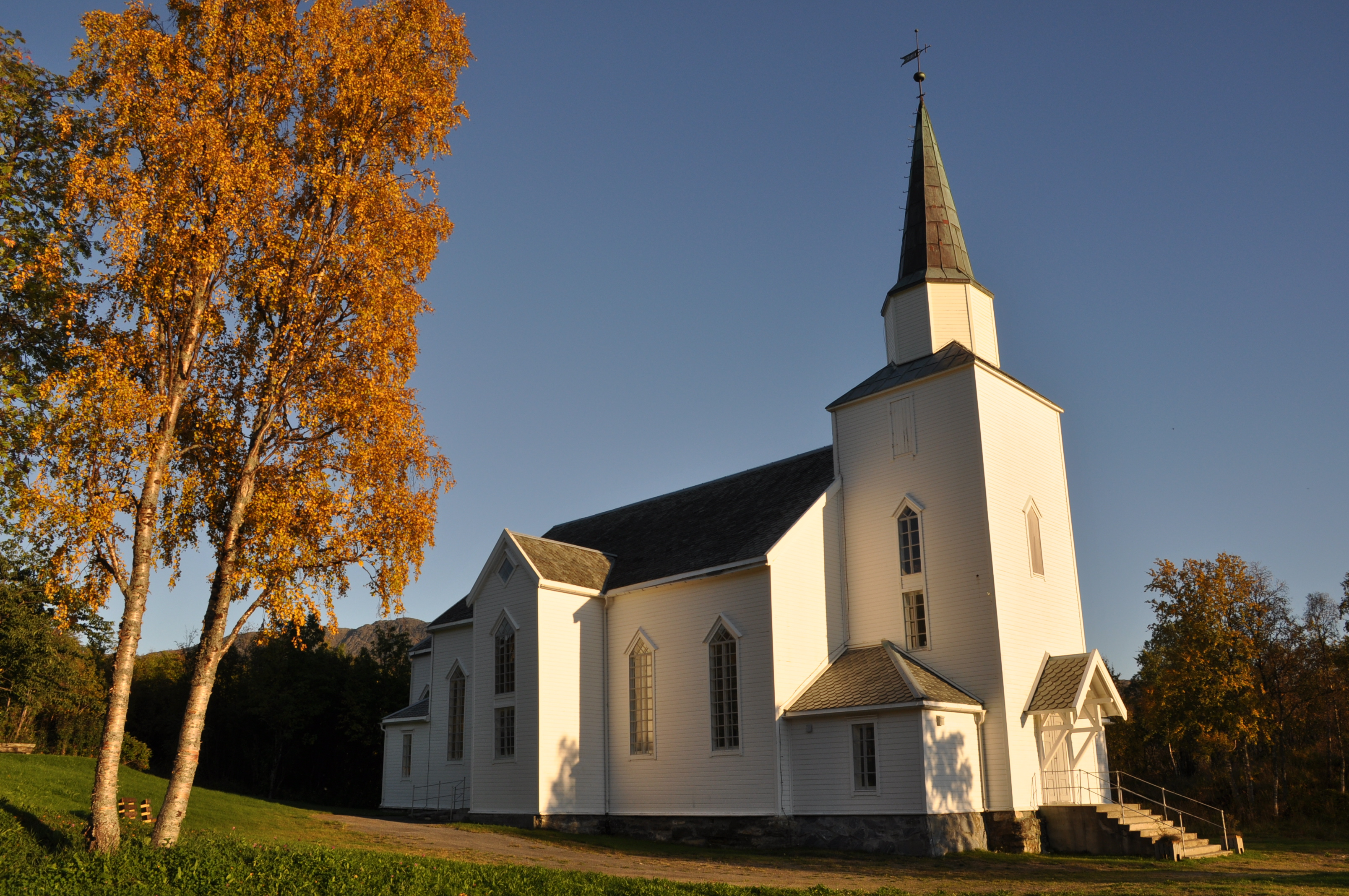

Aan de oostzijde van het eiland staat een houten kerkgebouw uit 1880. Het gebouw met 450 plaatsen is een beschermd monument. 